# Flowers (chanson de Miley Cyrus)

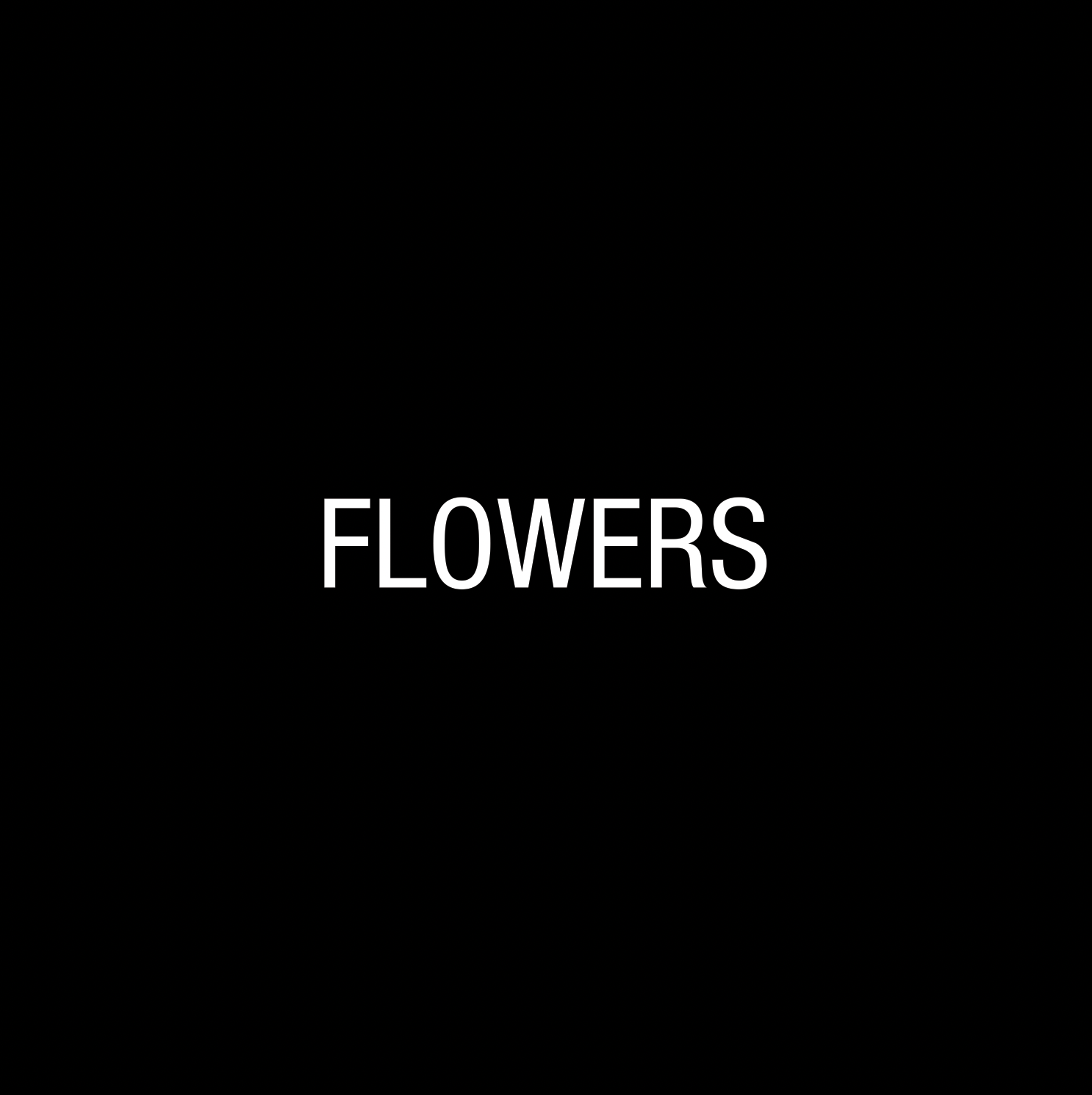

Pour les articles homonymes, voir Flowers.
Singles de Miley Cyrus
Angels like You
(2021) River
(2023)
Flowers est une chanson de la chanteuse américaine Miley Cyrus sortie le 12 janvier 2023. Publiée au label Columbia Records, il s'agit du premier single du huitième album studio de la musicienne : Endless Summer Vacation (2023). La chanson est un succès commercial immédiat, établissant par ailleurs un record sur Spotify en ayant été écouté plus de 101 millions de fois au cours de la première semaine d'existence du single. La chanson est rapidement en tête de plusieurs classements dans le monde, y compris le Billboard Hot 100 américain.

## Production
La chanson est écrite par Miley Cyrus, Gregory « Aldae » Hein et Michael Pollack début 2022. Pollack raconte : « Nous avons commencé avec le refrain, et si je me souviens bien, les paroles, la mélodie et la progression de la chanson ont été créés en même temps. C'est une de ces chansons en « cycle des quintes » où la mélodie s'inspire de la progression et vice versa. Elle s'est pratiquement écrite toute seule. ». La démo initiale est une balade dépouillée, consistant seulement à Cyrus chantant accompagnée par Pollack jouant d'un piano électrique Rhodes.
Le 31 décembre 2022, Miley Cyrus annonce la sortie de Flowers pour le 13 janvier 2023 lors de son Miley's New Year's Eve Party sur NBC. La chanson est publiée le 13 janvier 2023 à UTC±00:00, alors qu'on est toujours le 12 janvier dans plusieurs parties du monde dont les États-Unis.

## Composition
Flowers est une chanson pop aux influences disco et funk contenant une section de cordes qui emprunte ses sonorités au flamenco. Anna Gaca la considère comme un « hymne revanchard », tandis que Mary Siroky de Consequence considère que Cyrus « embrasse son histoire comme la sienne, entrant dans l'autonomisation de façon pleine et entière ». Dale Maplethorpe de Gigwise pense que « le thème de chanson est l'amour et l'acceptation de soi. »
Le refrain de la chanson est une paraphrase de When I Was Your Man de Bruno Mars datant de 2012. Suivant sa sortie, plusieurs publications suggèrent que Flowers est une réponse directe à son ancien-époux Liam Hemsworth, la chanson étant sortie pour son anniversaire et les paroles faisant référence à leur maison de Malibu qui a brûlé en novembre 2018 lors de l'incendie de Woolsey. Hemsworth lui aurait dédicacé When I Was Your Man pendant leur mariage,.

## Musiciens
- Miley Cyrus - chant, composition, production, percussions
- Kid Harpoon - production, guitare basse, batterie, guitare, synthétiseur
- Gregory Aldae Hein - composition
- Tyler Johnson - production, guitare, claviers, synthétiseur
- Randy Merrill – mastering
- Rob Moose – cordes
- Michael Pollack - composition, claviers
- Brian Rajaratnam - technique
- Doug Showalter – claviers
- Mark « Spike » Stent - mixage audio
- Matt Wolach - assistant à la technique

## Classements hebdomadaires
| Classement (2023)                       | Meilleure position |
| --------------------------------------- | ------------------ |
| Afrique du Sud (Billboard)              | 1                  |
| Allemagne (GfK Entertainment)           | 1                  |
| Australie (ARIA)                        | 1                  |
| Autriche (Ö3 Austria Top 40)            | 1                  |
| Belgique (Flandre Ultratop 50 Singles)  | 1                  |
| Belgique (Wallonie Ultratop 50 Singles) | 1                  |
| Bolivie (Billboard)                     | 2                  |
| Brésil (Billboard)                      | 4                  |
| Canada (Hot 100)                        | 1                  |
| Canada (CHR/Top 40)                     | 1                  |
| Canada (Hot AC)                         | 1                  |
| Chili (Billboard)                       | 5                  |
| Colombie (Billboard)                    | 4                  |
| Corée du Sud BGM (Circle)               | 24                 |
| Corée du Sud Download (Circle)          | 47                 |
| Costa Rica (Monitor Latino)             | 2                  |
| Croatie (Billboard)                     | 1                  |
| Danemark (Tracklisten)                  | 1                  |
| Équateur (Billboard)                    | 3                  |
| Espagne (PROMUSICAE)                    | 2                  |
| États-Unis (Hot 100)                    | 1                  |
| États-Unis (Adult Contemporary)         | 1                  |
| États-Unis (Adult Pop Songs)            | 1                  |
| États-Unis (Pop Airplay)                | 1                  |
| Finlande (Suomen virallinen lista)      | 1                  |
| France (SNEP)                           | 1                  |
| Grèce (Billboard)                       | 1                  |
| Global 200 (Billboard)                  | 1                  |
| Guatemala Airplay (Monitor Latino)      | 12                 |
| Irlande (Irish Singles Chart)           | 1                  |
| Islande (Billboard)                     | 1                  |
| Italie (FIMI)                           | 3                  |
| Japon Hot Overseas (Billboard Japan)    | 1                  |
| Lettonie (EHR)                          | 1                  |
| Lituanie (AGATA)                        | 1                  |
| Luxembourg (Billboard)                  | 1                  |
| Malaisie (Billboard)                    | 2                  |
| MENA (IFPI)                             | 1                  |
| Mexique (Billboard)                     | 2                  |
| Norvège (VG-lista)                      | 1                  |
| Nouvelle-Zélande (RMNZ)                 | 1                  |
| Panama (Monitor Latino)                 | 2                  |
| Paraguay (Monitor Latino)               | 1                  |
| Pays-Bas (Nederlandse Top 40)           | 1                  |
| Pays-Bas (Single Top 100)               | 1                  |
| Pérou (Billboard)                       | 2                  |
| Philippines (Billboard)                 | 1                  |
| Pologne (Billboard)                     | 1                  |
| Pologne (Polish Airplay Top 100)        | 1                  |
| Portugal (AFP)                          | 1                  |
| Tchéquie (IFPI Rádio)                   | 1                  |
| Romanian Top 100 (Billboard)            | 1                  |
| Royaume-Uni (UK Singles Chart)          | 1                  |
| Salvador (Monitor Latino)               | 2                  |
| Singapour (Billboard)                   | 1                  |
| Slovaquie (IFPI Rádio)                  | 1                  |
| Suède (Sverigetopplistan)               | 1                  |
| Suisse (Schweizer Hitparade)            | 1                  |
| Uruguay (Monitor Latino)                | 6                  |

## Récompenses
En 2024, le titre remporte les Grammy de la meilleure performance solo pop et de l'enregistrement de l'année.